# Hyènes
Hyènes es una película del año 1992.

## Sinopsis
Colobane, una pequeña ciudad adormecida por el calor reinante en Senegal, se entera del regreso de Linguère Ramatou, que ahora es muy rica. Linguère llega en tren, majestuosa y vestida de negro. La muchedumbre se precipita hacia ella con Draamaan, su examante, a la cabeza. Linguère anuncia que dará dinero y una nueva vida a la ciudad con una sola condición: deben condenar a Draamaan a muerte porque le traicionó…